# أوليفر شميتز
أوليفر شميتز (بالإنجليزية: Oliver Schmitz)‏ (من مواليد 1960) هو مُخرج وكاتب سيناريو جنوب أفريقي.
عُرض فيلمه مابانتسولا في قسم جائزة نظرة ما في دورة سنة 1988 من مهرجان كان السينمائي. في سنة 2010، أصدر شميتز فيلما جديدا تحت عُنوان الحياة فوق كل شيء، وقد عُرض الفيلم في قسم جائزة نظرة ما في دورة سنة 2010 من مهرجان كان السينمائي. اختير هذا الفيلم ليكون الترشيح الرسمي لدولة جنوب أفريقيا بخصوص جائزة الأوسكار لأفضل فيلم بلغة أجنبية في حفل توزيع جوائز الأوسكار الثالث والثمانون. وقد نجح في دخول القائمة المُختصرة للترشيحات النهائية للجائزة والتي أُعلن عنها في يناير 2011 .

## أفلامه
- مابانتسولا (1988).
- قصص الاختطاف (2000).
- باريس، أحبك (2006).
- الحياة فوق كل شيء (2010).
- رعاة وجزارون (2016).

## روابط خارجية
أوليفر شميتز على موقع IMDb (الإنجليزية)
- أوليفر شميتز على موقع ألو سيني (الفرنسية)
- أوليفر شميتز على موقع أول موفي (الإنجليزية)
- أوليفر شميتز على موقع قاعدة بيانات الأفلام السويدية (السويدية)
- أوليفر شميتز على موقع قاعدة بيانات الفيلم (الإنجليزية)
- أوليفر شميتز على موقع كينوبويسك (الروسية)